# Кучерлинский сельсовет
Кучерлинский сельсовет — упразднённое сельское поселение в Туркменском районе Ставропольского края России.
Административный центр — село Кучерла.

## История
Статус и границы сельского поселения установлены Законом Ставропольского края от 4 октября 2004 г. № 88-КЗ «О наделении муниципальных образований Ставропольского края статусом городского, сельского поселения, городского округа, муниципального района».
С 16 марта 2020 года, в соответствии с Законом Ставропольского края от 31 января 2020 г. № 15-кз, все муниципальные образования Туркменского муниципального района были преобразованы путём их объединения в единое муниципальное образование Туркменский муниципальный округ.

## Население
| 1989  | 2002  | 2010  | 2011  | 2012  | 2013  | 2014  |
| ----- | ----- | ----- | ----- | ----- | ----- | ----- |
| 3152  | ↗3280 | ↘3207 | ↘3202 | ↘3163 | ↘3101 | ↘3028 |
| 2015  | 2016  | 2017  | 2018  | 2019  | 2020  |       |
| ↗3029 | ↘3014 | ↘3009 | ↘2997 | ↘2987 | ↘2971 |       |

## Состав сельского поселения
| № | Населённый пункт | Тип населённого пункта       | Население |
| - | ---------------- | ---------------------------- | --------- |
| 1 | Кучерла          | село, административный центр | ↘1174     |
| 2 | Троицкий         | посёлок                      | ↗200      |
| 3 | Шарахалсун       | аул                          | ↗1620     |